# Пила 6
«Пила́ 6» (англ. Saw VI) — кінофільм в жанрі трилер та жахи, прем'єра якого відбулася, традиційно, як і попередні частини, на «гелловінський вікенд» — 23 жовтня 2009 року). В Україні фільм виходив на великий екран з 23 жовтня до 25 листопада 2009 року. За словами режисера, цей фільм завершує другу трилогію серії, яку почав четвертий фільм.

## Сюжет
Початок фільму, за традицією попередніх частин, починається з жорстокого випробування двох людей, «які не цінують життя». На цей раз випробуванню піддалися двоє шахраїв - чоловік і жінка, які обманювали боржників, даючи їм нереальні для повернення кредити, а потім забираючи все їх майно. На голови гравців одягнуті шоломи зі сталевими гвинтами, які просвердлять череп тому, хто покладе на ваги менше, по масі, частин власного тіла. Для цього Пила залишив їм гостро заточені інструменти. Вгодований чоловік вирішує вирізати собі шматок живота, а жінка починає різати собі руку ножем. Спочатку чоловік виграє, поклавши на ваги кілька шматків власного м'яса, але дівчина, подивившись на годинник і зрозумівши, що часу залишилося зовсім трохи, бере тесак, з розмаху відрубує собі руку і в останній момент кладе її на ваги.
Після сюжет переносить нас в страхову компанію, де фільм знайомить нас з роботою майбутнього гравця. Це Вільям Ітсон, президент страхової компанії Амбрелла Хелф (Umbrella Health), людина, що створив формулу розрахунку можливості видачі поліса і страховки. Його формула захищає лише тих, хто здатний принести компанії прибуток. Але вона не враховує волю до життя. Джон відчув це на собі, і саме тому він вирішив залучити Вільяма в гру.
Гоффман викрадає Ітсона і заковує його в пастку. На екрані телевізора з'являється Пила (вперше він показаний сам, а не лялькою) і пояснює Вільяму, що його формула невірна, і він сам зрозуміє це, пройшовши низку випробувань. І перше випробування — гра зі стихією повітря. Вілл грає з суперником, прибиральником його компанії, і Пила каже, що з кожним вдихом лещата на їх тілах будуть стискатися. Прибиральник першим не витримує випробування і гине. В цьому ж епізоді ми бачимо дружину і сина Гарольда (людини, якій Ітсон одного разу відмовив у видачі страховки, тим самим фактично виніс йому смертний вирок), яких Гоффман посадив у клітку. Джон з екрану серед іншого сказав, що у Вілла всього є одна година, інакше він більше ніколи не побачить свою сім'ю. У клітці бак з плавиковою кислотою і рубильник з написом «живи або помри», але система на перевірку виявляється непрацездатною і призначення цього пристрою залишається спочатку незрозумілим.
Паралельно нам відкривається ще дві сюжетні лінії — боротьба детектива Гоффмана з ФБР в особі Еріксона і Перес і історія Джилл, дружини Джона, який залишив їй шкатулку у п'ятій частині. В шкатулці 6 конвертів і ведмежий капкан. ФБР все ближче просувається до розкриття загадки, а справу ускладнює надміру наполеглива журналістка Памела, яка вимагає інтерв'ю як у Марка Гоффмана, так і у Джилл. Вона віддає Джилл записку, знайдену серед речей Джона, але Джилл нічого не хоче слухати і захлопує двері. Врешті-решт, Марк викрадає Памелу і садить в точно таку ж клітку, як і сім'ю Гарольда. Гоффман вимагає від Джилл віддати конверти, що вона і робить залишивши собі лише шостий.
ФБР знаходить відбитки пальців спецагента Страма на місці першої пастки з цієї частини. Здавалося б, Марку вдалося навести їх на хибний слід, однак у Еріксона і Перес виникають сумніви; вони знаходять плівку із записом для Сета Бакстера, того, хто вбив сестру Гоффмана і кого він сам убив у п'ятій частині, і віддають її на дослідження з метою дізнатися, чий голос на плівці.
Тим часом Вільям продовжує проходити випробування. В нього є вибір — вбити безнадійну з точки зору страхової компанії і формули головного героя літню жінку, смерть якої дуже сильно вплинула б на її сім'ю, або ж молодого і повного сил Клерка, ідеального для видачі поліса, але чию смерть ніхто не помітить? У цьому випробуванні вже видно, що Вілл починає переоцінювати свої пріоритети, і він рятує жінку.
Еріксон дзвонить Гоффману і просить прибути до моргу; там він звертає увагу на деякі дивацтва на трупі чоловіка з першої пастки. Шматки у формі шматочка «пазла» з перших жертв вирізані хірургічним інструментом, а з останньої — ножем з щербинами. І цей ніж вже з'являвся, коли жертвою був Сет Бакстер. Тоді Марк починає розуміти, що ФБР про щось здогадується.
Вільям продовжує. Наступним піддослідним є юрист компанії Деббі, яка за 90 секунд з допомогою головного героя повинна пройти лабіринт з трубами, з яких валить гарячий пар, інакше її голову прострелить рушниця, надіта на шию. Віллу вдається допомогти провести Деббі через лабіринт, але треба ще зняти рушницю. В кінці лабіринту ми бачимо фотографії, з яких ясно, що ключ від рушниці знаходиться в тілі Вільяма. Знавісніла жінка кидається на Вілла з ручною пилою, але час працює на нього — 90 секунд кінчаються, і Деббі гине.
Четвертим випробуванням є карусель, яку показали в трейлері. На ній 6 осіб, шукачі компанії, які знаходили помилки і неточності в полісах, внаслідок чого правління могло відмовити у виплаті страховки і заощадити гроші. Пила говорить з екрану, що Вілл може врятувати лише двох з них, для чого йому доведеться пожертвувати своєю плоттю і засунути руку в металевий куб з двома кнопками. Якщо він натисне кнопку, той сталевий стрижень прониже його руку, але людина буде врятована. Але чотирьом доведеться померти, так як дробовик прострелить їм груди. Якщо ж Вілл не зможе ухвалити рішення — помруть усі. І тут можна спостерігати, як люди підлизуються до Вільяма і зводять наклепи на своїх недавніх колег, роблячи все, щоб Вілл врятував саме його, а не сусіда. Вілл робить свій вибір і рятує двох.
Тим часом у лабораторії ФБР майже закінчили очищати плівку. Еріксон і Перес кажуть Марку, що є щось дивне у відбитках спецагента Страма залишаючи їх, той був уже мертвий. І тут же ми чуємо голос Гоффмана з колонок. Блискавично Марк перерізає горло Еріксону і вихлюпує гарячу каву в обличчя Перес. Гоффман вбиває Перес, і перед смертю вона каже йому, що всі знають, хто він насправді. Але Марк у це не вірить і, принісши з машини каністру з бензином, обливає їх лабораторію і ще живого Еріксона. Виявляється, у пастці-пресі, де загинув агент Страм, залишилася неушкодженою його рука, яку Марк заморозив і використовував для нанесення відбитків пальців. Він залишає відбитки Страма і підпалює лабораторію, щоб встигнути до фіналу гри Вілла.
Вільям на останніх секундах встигає закінчити гру і потрапляє в приміщення між двома клітками, де нудиться родина Гарольда і журналіст Памела Дженкінс, сестра Вілла. Голос з екрану, який звертається до матері, говорить, що Вілл пожертвував багатьом, щоб врятувати свою сім'ю, але коли у нього була можливість врятувати її чоловіка — він не скористався нею. Чи пробачить вона його, або ж засудить до смерті, опустивши рубильник на напис «помри»? У цей момент Вілл розуміє, що це не його гра.
Тим часом Марк, сидячи на стільці, бачить записку, передану Памелою Джилл. Це його власна записка, та сама, яку дістала Аманда із шухляди в третій частині. Марк пише, що знає, що Аманда була з Сесілом в ту ніч, коли той вбив сина Джона, і якщо вона не вб'є доктора Лінн Денлон, Марк розповість все Джону. Раптом відчиняються двері, і Джилл струмом з електрошокера не дає Гоффману піднятися з крісла. Вона прив'язує його руки ременями і одягає на голову ведмежий капкан з скриньки. Отямившомусь Марку вона каже, що Джон залишив тому 5 конвертів, а шостий був для неї — і дістає з нього фото Гоффмана. Тим часом відбувається діалог між Вільямом Ітсоном, Памелою Дженкінс, Тарою і Брендом. Тара не може помилувати Ітсона, кажучи, що не зможе пробачити себе, якщо він знову заподіє зло. Але і вчинити вбивство вона не може. Тоді хапається за рубильник Бренд, і кричучи, що Вільям убив його батька, опускає рукоятку до позначки «помри». Зі стелі опускається пристрій з голками, і Ітсон виявився прикутим до решітки. Через голки пристрою надходить кислота, поступово роз'їдаючи тіло президента Амбрелла. Зрештою, Вільям Ітсон вмирає… і починається гра Гоффмана. Джилл, зі словами «Гра закінчена!» зачиняє двері, та висмикує запобіжник таймера. Марк у розпачі ламає собі палець лівої руки за допомогою скоб, що випирають капкана. Звільнившись детектив розриває собі щоку через один з фіксаторів і падає на коліна, стікаючи кров'ю. Руйнувач щелепи ламає прути вікна і падає на підлогу. Поранений і стікаючи кров'ю Гоффман починає дико кричати…